# Северный Кожух
Северный Кожух — река в Кемеровской области России, левый приток Кожуха. Впадает в Кожух слева в 90 км от устья. Длина реки составляет 49 км. 

## Притоки
- 23 км: Большая Широкая (лев)

## Данные водного реестра
По данным государственного водного реестра России относится к Верхнеобскому бассейновому округу, водохозяйственный участок реки — Чулым от города Ачинск до водомерного поста села Зырянское, речной подбассейн реки — Чулым. Речной бассейн реки — (Верхняя) Обь до впадения Иртыша.
Код водного объекта — 13010400212115200018361.